# フレッド・ジンネマン
フレッド・ジンネマン（Fred Zinnemann, 1907年4月29日 - 1997年3月14日）は、アメリカ合衆国の映画監督。
信念を貫く人物を描く作品で本領を発揮し、自身もハリウッドの中で信念を押し通した映画監督。若き日に出会った記録映画監督ロバート・フラハティに強い影響を受けている。また、マーケティングに基づいた今日の商業主義的映画製作に批判的な態度を示していた。

## 生涯

### 生い立ちと青年時代
オーストリア・ウィーンにて代々医師のユダヤ系ドイツ人（ユダヤ系）の家系にアルフレート・ツィンネマン（Alfred Zinnemann）として生まれる。父は医師のオスカー・ジンネマン、母はアンナ。
医師の子として生まれたジンネマンは子供の頃から音楽家になることを夢見ていたが、才能がないことを知り早いうちに断念する。
ウィーン大学在学中にキング・ヴィダーの『ビッグ・パレード』、エリッヒ・フォン・シュトロハイムの『グリード』、カール・テオドア・ドライヤーの『裁かるゝジャンヌ』、セルゲイ・エイゼンシュテインの『戦艦ポチョムキン』等の映画に夢中になり、映画で生計を立てることを決心する。1927年、オーストリア流のファシズムが隆盛になりつつあったこの時期、両親の反対を半ば押し切ってフランスに渡りパリの映画撮影技術学校で映画作りの基礎を学ぶ。その後、ドイツのベルリンでカメラマン助手の仕事に就くが、ハリウッドのトーキー映画がヨーロッパに到来し無声映画が終わりを告げた時代に入り、ヨーロッパの映画製作が停滞気味だと感じたジンネマンは今度はハリウッドに渡ることを決心し、1929年の秋、渡米する。時代は世界恐慌に突入する頃である。

### 修行時代
ウォール街が崩壊した日にアメリカのニューヨークに到着したジンネマンは、それからハリウッドに向かいカメラマンを志望するも意に反して配役係に回されて『西部戦線異状なし』（ルイス・マイルストン、1930年）のエキストラに就くことになる。
しかし6週間後、チーフ助監督と喧嘩をしてクビになった後、映画監督ベルホルト・ヴィアテルの助手になる。この頃のヴィアテル家の来客者にセルゲイ・エイゼンシュテイン、チャールズ・チャップリン、F・W・ムルナウ、ジャック・フェデールらがいた。その中の一人、記録映画監督ロバート・フラハティに助手になることを申し出てフラハティとともにベルリンへ渡る（この渡独は映画製作の為の一時的なもの）。この仕事は結局、実現しなかったがフラハティはその後のジンネマンの映画製作において強い影響を与えることになる。

### 見習い時代
不景気のどん底の1933年、メキシコから長編ドキュメンタリー映画の依頼があり、『波』（公開は1936年）を監督する。なお、この映画はジンネマンの知らないところでサウンドやシーンが付け加えられている。
ハリウッドでは、『永遠に愛せよ』（ヘンリー・ハサウェイ、1935年）の第二班監督や、『孔雀夫人』（ウィリアム・ワイラー、1936年）、『椿姫』（ジョージ・キューカー、1937年）での短い仕事に就く。
1938年、MGMで3年間、一巻物（約10分間）の短編映画の監督をすることになる。主人公の一生を、低予算、短期間、かつ上映時間は10分半で描かなければならないこの短編映画の仕事が、フラハティと『波』に続いて貴重な学習の期間を得る機会となる。この頃に若き日のジュールズ・ダッシン、ジョージ・シドニー、ジャック・トゥールヌールらと知り合う。

### 映画監督
1941年にB級映画『Kid Glove Killer』を監督。これが初の（一般）長編映画で、これがジンネマンが見習いから職人になった映画監督としてのスタートになる。同じくB級映画の『Eyes in the Night』（1942年）を監督した後、1943年、メトロ・ゴールドウィン・メイヤーでナチス・ドイツからの逃亡者を描いたAピクチャー『 第七の十字架』（1943年）を、主役にスペンサー・トレイシーを迎えて監督するが、撮影後フロントと衝突したジンネマンは再びB級映画にまわされる。撮りたくない映画を2本撮るとその後は来る脚本を次々と断り、結局そのことが原因でMGMから停職処分を受けることになる。
戦後、ヨーロッパから上陸した映画に対し、センチメンタリズムにあふれたハリウッド映画の中での仕事に、ジンネマンは疑問を感じる。
その頃、ジンネマンにヨーロッパの戦争直後を舞台にした瓦礫の中の飢えた孤児を描く映画の仕事が来る。メトロ・ゴールドウィン・メイヤーも暫く厄介払いができると考え、『山河遥かなり』（1947年）の製作が始まる。完成した作品はアカデミー賞にノミネートされる（いくつかの賞は受賞）など評価は得たもののヒットまでには至らなかった。アメリカに渡って19年のジンネマンだが、映画の題材やメトロ・ゴールドウィン・メイヤーの宣伝効果もあり、ヨーロッパから輸入した監督という印象を与えた。
1952年に公開された西部劇『真昼の決闘』では、それまでの西部劇とは違った保安官の弱さと孤独を描き、主演の保安官を演じたゲイリー・クーパーがアカデミー主演男優賞を受賞した。
その翌年の『地上より永遠に』では、アメリカ軍兵士達の過酷な運命を描き、アカデミー作品賞を始めとする監督賞など計8部門を受賞。当時、キャリア低迷期に入っていたフランク・シナトラがアカデミー助演男優賞を受賞し、復活を印象付けた。
その後もオードリー・ヘップバーンを主演に『尼僧物語』（1960年）を監督し、ワーナー・ブラザース史上最高の大ヒットを記録。1966年にはロバート・ボルトが戯曲として書いた『わが命つきるとも』を映画化。己の信念を貫き通す主人公という、自分自身と通ずる人間を描き、二度目のアカデミー監督賞、作品賞を受賞した。
その後も精力的に作品を撮り続け、1973年にはベストセラーとなったスリラー小説『ジャッカルの日』を映画化。ドキュメンタリータッチな作風と、原作に忠実な演出で話題を呼んだ。

### 私生活
1936年に『永遠に愛せよ』で知り合った、イギリス人のレネー・バートレットと結婚。1941年には後に映画プロデューサーになる息子、ティム・ジンネマンが生まれる。アメリカへのビザを待っていたジンネマンの両親は、それぞれ1941年と1942年にホロコーストで亡くなる。ジンネマンがそれを知ったのは戦後になってからのことである。
後年はイギリスを拠点にしていた。1997年、心臓発作で死去。

## 監督作品
長編のみ記載。短編も多数製作。
- Kid Glove Killer （1942年）
- 闇に浮かぶ犯罪（英語版）Eyes in the Night （1942年）
- 第七の十字架（英語版） The Seventh Cross （1944年）
- 不思議な少年（英語版）My Brother Talks to Horses （1947年）
- Little Mister Jim （1947年）
- 山河遥かなり The Search （1948年）
- 暴力行為 Act of Violence （1948年）
- 男たち The Men （1950年）
- Teresa （1951年）
- 真昼の決闘 High Noon （1952年）
- 結婚式のメンバー（英語版） The Member of the Wedding （1952年）
- 地上より永遠に From Here to Eternity （1953年）
- オクラホマ! Oklahoma! （1955年）
- 夜を逃れて A Hatful of Rain （1957年）
- 尼僧物語 The Nun's Story （1959年）
- サンダウナーズ The Sundowners （1960年）
- 日曜日には鼠を殺せ Behold a Pale Horse （1964年）
- わが命つきるとも A Man for All Seasons （1966年）
- ジャッカルの日 The Day of the Jackal （1973年）
- ジュリア Julia （1977年）
- 氷壁の女 Five Days One Summer （1982年）

## 受賞歴
本来はプロデューサーが受取人である作品賞の受賞・ノミネートも含む。
| 賞                                   | 年     | 部門                       | 作品                        | 結果       |
| ------------------------------------ | ------ | -------------------------- | --------------------------- | ---------- |
| アカデミー賞                         | 1938年 | 短編映画賞                 | 『That Mothers Might Live』 | 受賞       |
| アカデミー賞                         | 1948年 | 監督賞                     | 『山河遥かなり』            | ノミネート |
| アカデミー賞                         | 1951年 | 短編ドキュメンタリー映画賞 | 『Benjy』                   | 受賞       |
| アカデミー賞                         | 1952年 | 作品賞                     | 『真昼の決闘』              | ノミネート |
| アカデミー賞                         | 1952年 | 監督賞                     | 『真昼の決闘』              | ノミネート |
| アカデミー賞                         | 1953年 | 作品賞                     | 『地上より永遠に』          | 受賞       |
| アカデミー賞                         | 1953年 | 監督賞                     | 『地上より永遠に』          | 受賞       |
| アカデミー賞                         | 1959年 | 作品賞                     | 『尼僧物語』                | ノミネート |
| アカデミー賞                         | 1959年 | 監督賞                     | 『尼僧物語』                | ノミネート |
| アカデミー賞                         | 1960年 | 作品賞                     | 『サンダウナーズ』          | ノミネート |
| アカデミー賞                         | 1960年 | 監督賞                     | 『サンダウナーズ』          | ノミネート |
| アカデミー賞                         | 1966年 | 作品賞                     | 『わが命つきるとも』        | 受賞       |
| アカデミー賞                         | 1966年 | 監督賞                     | 『わが命つきるとも』        | 受賞       |
| アカデミー賞                         | 1977年 | 作品賞                     | 『ジュリア』                | ノミネート |
| アカデミー賞                         | 1977年 | 監督賞                     | 『ジュリア』                | ノミネート |
| 全米監督協会賞                       | 1948年 | 長編映画監督賞             | 『山河遥かなり』            | ノミネート |
| 全米監督協会賞                       | 1952年 | 長編映画監督賞             | 『真昼の決闘』              | ノミネート |
| 全米監督協会賞                       | 1953年 | 長編映画監督賞             | 『地上より永遠に』          | 受賞       |
| 全米監督協会賞                       | 1957年 | 長編映画監督賞             | 『夜を逃れて』              | ノミネート |
| 全米監督協会賞                       | 1959年 | 長編映画監督賞             | 『尼僧物語』                | ノミネート |
| 全米監督協会賞                       | 1966年 | 長編映画監督賞             | 『わが命つきるとも』        | 受賞       |
| 全米監督協会賞                       | 1970年 | D・W・グリフィス賞         | -                           | 受賞       |
| 全米監督協会賞                       | 1977年 | 長編映画監督賞             | 『ジュリア』                | ノミネート |
| 英国アカデミー賞                     | 1950年 | 総合作品賞                 | 『男たち』                  | ノミネート |
| 英国アカデミー賞                     | 1953年 | 総合作品賞                 | 『地上より永遠に』          | ノミネート |
| 英国アカデミー賞                     | 1959年 | 総合作品賞                 | 『尼僧物語』                | ノミネート |
| 英国アカデミー賞                     | 1961年 | 総合作品賞                 | 『サンダウナーズ』          | ノミネート |
| 英国アカデミー賞                     | 1961年 | 英国作品賞                 | 『サンダウナーズ』          | ノミネート |
| 英国アカデミー賞                     | 1967年 | 総合作品賞                 | 『わが命つきるとも』        | 受賞       |
| 英国アカデミー賞                     | 1967年 | 英国作品賞                 | 『わが命つきるとも』        | 受賞       |
| 英国アカデミー賞                     | 1973年 | 作品賞                     | 『ジャッカルの日』          | ノミネート |
| 英国アカデミー賞                     | 1973年 | 監督賞                     | 『ジャッカルの日』          | ノミネート |
| 英国アカデミー賞                     | 1977年 | フェローシップ賞           | -                           | 受賞       |
| 英国アカデミー賞                     | 1978年 | 作品賞                     | 『ジュリア』                | 受賞       |
| 英国アカデミー賞                     | 1978年 | 監督賞                     | 『ジュリア』                | ノミネート |
| ゴールデングローブ賞                 | 1952年 | 作品賞 (ドラマ部門)        | 『真昼の決闘』              | ノミネート |
| ゴールデングローブ賞                 | 1953年 | 監督賞                     | 『地上より永遠に』          | 受賞       |
| ゴールデングローブ賞                 | 1957年 | 作品賞 (ドラマ部門)        | 『夜を逃れて』              | ノミネート |
| ゴールデングローブ賞                 | 1957年 | 監督賞                     | 『夜を逃れて』              | ノミネート |
| ゴールデングローブ賞                 | 1959年 | 作品賞 (ドラマ部門)        | 『尼僧物語』                | ノミネート |
| ゴールデングローブ賞                 | 1959年 | 監督賞                     | 『尼僧物語』                | ノミネート |
| ゴールデングローブ賞                 | 1960年 | 監督賞                     | 『サンダウナーズ』          | ノミネート |
| ゴールデングローブ賞                 | 1966年 | 作品賞 (ドラマ部門)        | 『わが命つきるとも』        | 受賞       |
| ゴールデングローブ賞                 | 1966年 | 監督賞                     | 『わが命つきるとも』        | 受賞       |
| ゴールデングローブ賞                 | 1973年 | 作品賞 (ドラマ部門)        | 『ジャッカルの日』          | ノミネート |
| ゴールデングローブ賞                 | 1973年 | 監督賞                     | 『ジャッカルの日』          | ノミネート |
| ゴールデングローブ賞                 | 1977年 | 作品賞 (ドラマ部門)        | 『ジュリア』                | ノミネート |
| ゴールデングローブ賞                 | 1977年 | 監督賞                     | 『ジュリア』                | ノミネート |
| ニューヨーク映画批評家協会賞         | 1952年 | 作品賞                     | 『真昼の決闘』              | 受賞       |
| ニューヨーク映画批評家協会賞         | 1952年 | 監督賞                     | 『真昼の決闘』              | 受賞       |
| ニューヨーク映画批評家協会賞         | 1953年 | 作品賞                     | 『地上より永遠に』          | 受賞       |
| ニューヨーク映画批評家協会賞         | 1953年 | 監督賞                     | 『地上より永遠に』          | 受賞       |
| ニューヨーク映画批評家協会賞         | 1959年 | 監督賞                     | 『尼僧物語』                | 受賞       |
| ニューヨーク映画批評家協会賞         | 1966年 | 作品賞                     | 『わが命つきるとも』        | 受賞       |
| ニューヨーク映画批評家協会賞         | 1966年 | 監督賞                     | 『わが命つきるとも』        | 受賞       |
| ボディル賞                           | 1953年 | アメリカ映画賞             | 『真昼の決闘』              | 受賞       |
| カンヌ国際映画祭                     | 1954年 | 特別賞                     | 『地上より永遠に』          | 受賞       |
| ヴェネツィア国際映画祭               | 1957年 | 国際カトリック映画事務局賞 | 『夜を逃れて』              | 受賞       |
| ナショナル・ボード・オブ・レビュー賞 | 1959年 | 作品賞                     | 『尼僧物語』                | 受賞       |
| ナショナル・ボード・オブ・レビュー賞 | 1959年 | 監督賞                     | 『尼僧物語』                | 受賞       |
| ナショナル・ボード・オブ・レビュー賞 | 1966年 | 作品賞                     | 『わが命つきるとも』        | 受賞       |
| ナショナル・ボード・オブ・レビュー賞 | 1966年 | 監督賞                     | 『わが命つきるとも』        | 受賞       |
| サン・セバスティアン国際映画祭       | 1959年 | 最優秀映画賞               | 『尼僧物語』                | 受賞       |
| ナストロ・ダルジェント賞             | 1978年 | 外国監督賞                 | 『ジュリア』                | 受賞       |
| セザール賞                           | 1979年 | 外国語映画賞               | 『ジュリア』                | ノミネート |
| ベルリン国際映画祭                   | 1986年 | ベルリナーレ・カメラ       | -                           | 受賞       |
| BFIフェローシップ賞                  | 1990年 | -                          | -                           | 受賞       |